# César Cocarico
César Hugo Cocarico Yana (Escoma, Bolivia; 1 de julio de 1969) es un político, abogado, profesor boliviano y un ex constituyente por el partido del Movimiento al Socialismo. Fue también el gobernador del Departamento de La Paz desde el 4 de abril de 2010 hasta el 31 de mayo de 2015, durante el segundo gobierno del presidente Evo Morales Ayma.

## Vida política
La incursión de Cocarico a la vida política, fue como dirigente sindical trabajando con las organizaciones sindicales, agrarias, subcentrales y la federación de campesinos de la provincia de Camacho. 
El año 2008 fue elegido como constituyente por el partido del Movimiento al Socialismo (MAS-IPSP) para redactar la nueva constitución política del estado.

### Gobernador del Departamento de La Paz (2010-2015)

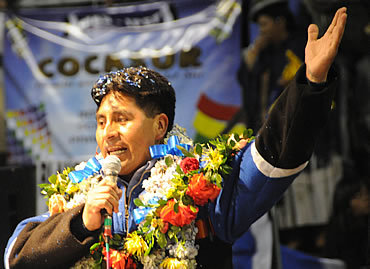
César Cocarico en abril de 2010 durante su discurso en la campaña electoral para las Elecciones Subnacionales de ese año.

El 2010 fue elegido por el MAS - IPSP como candidato a la gobernación de La Paz,luego de la sustitución del candidato Félix Patzi. César Cocarico ganó las elecciones para gobernador con el 50,0 %de la votación (534 563 votos).
En septiembre del 2011, Cocarico planteó un referéndum para la solución de problemas de límites entre los municipios de La Paz, El Alto, Mecapaca, Palca. En abril de 2013, inauguró la refacción de la piscina de Alto Obrajes con un costo de 30 millones de Bs.
El 31 de mayo de 2015, dejó el cargo de gobernador al candidato ganador de las elecciones Félix Patzi Paco.

### Ministro de Desarrollo Rural y Tierras de Bolivia (2015-2019)
El 31 de agosto de 2015, el presidente de Bolivia Evo Morales Ayma posesionó en el cargo de nuevo ministro de desarrollo rural y tierras al exgobernador paceño César Cocarico, en reemplazó de la exministra Nemesia Achacollo.